# Сан-Домингуш-де-Бенфика
Сан-Домингуш-де-Бенфика (порт. São Domingos de Benfica)  —  район (фрегезия) в Португалии,  входит в округ Лиссабон. Является составной частью муниципалитета  Лиссабон. Находится в составе крупной городской агломерации Большой Лиссабон. По старому административному делению входил в провинцию Эштремадура. Входит в экономико-статистический  субрегион Большой Лиссабон, который входит в Лиссабонский регион. Население составляет 33 678 человек на 2001 год. Занимает площадь 4,30 км².
Покровителем района считается Святой Доминик (порт. Domingos de Gusmão).

## История
Район основан в 1959 году